# Great Serpent Mound

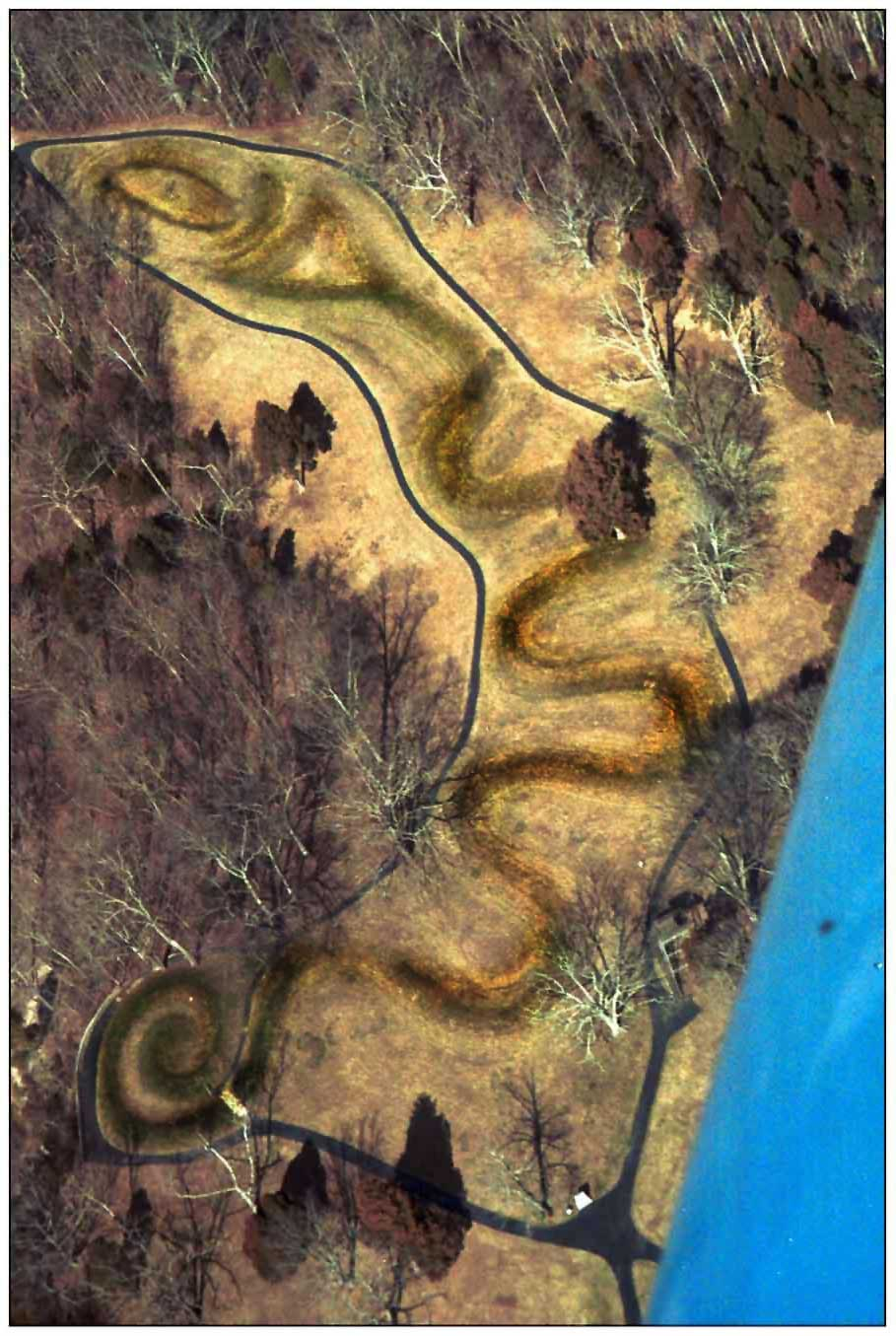
Ansicht des Great Serpent Mound, Blick nach Nord

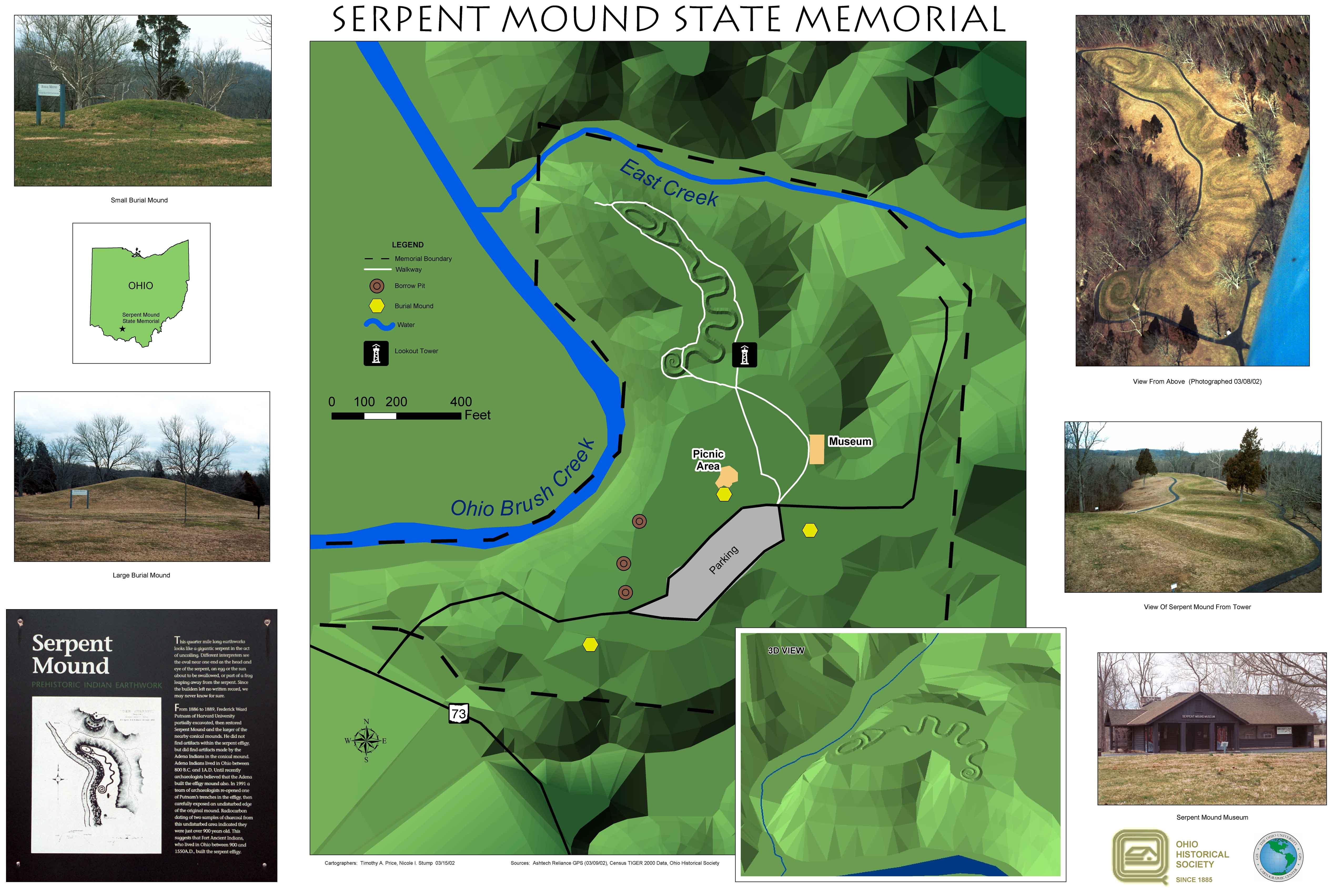
Lage des Great Serpent Mound in einem digitalen Geländemodell

Der Great Serpent Mound gehört zu einer Gruppe von über 50 gestalthaften prähistorischen Anlagen, die mit Hügeln und Erdwällen Tiere nachbilden. Diese Hügelstrukturen sind auch unter dem Namen Effigy Mounds bekannt und treten zur gleichen Zeit wie andere Bauwerke, etwa Grabhügel oder Erdwerke auf. Der Great Serpent Mound ist das bekannteste dieser Bauwerke. Das Wort Serpent im Namen bezieht sich auf die allgemeine Vermutung, dass er eine Schlange darstellt. Der Great Serpent Mound liegt nahe dem Örtchen Peebles in Adams County  im US-Bundesstaat Ohio.
Der Great Serpent Mound wurde 1846 von Ephraim George Squier und Edwin H. Davis während einer Landvermessung entdeckt und anschließend umfassend dokumentiert. 1848 erschien das Buch Ancient Monuments of the Mississippi Valley, dem eine detaillierte Karte und eine Beschreibung des Mound beigefügt wurde.

## Datierung
In welche Zeit die Anlage des Effigy Mound zu datieren, ist bis heute (Stand 2020) umstritten. Die Schwierigkeit liegt in der Zuordnung von C14-Proben zu den Erdschichten des Bauwerks und den Probenmaterialien (einzelne Holzkohlestücke) selbst. Diskutiert werden Einordnungen von etwa 100 v. Chr., der Zeit der Adena-Kultur, bis ca. 1500 n. Chr., der Zeit der Fort Ancient Kultur.

## Lage und Aufbau

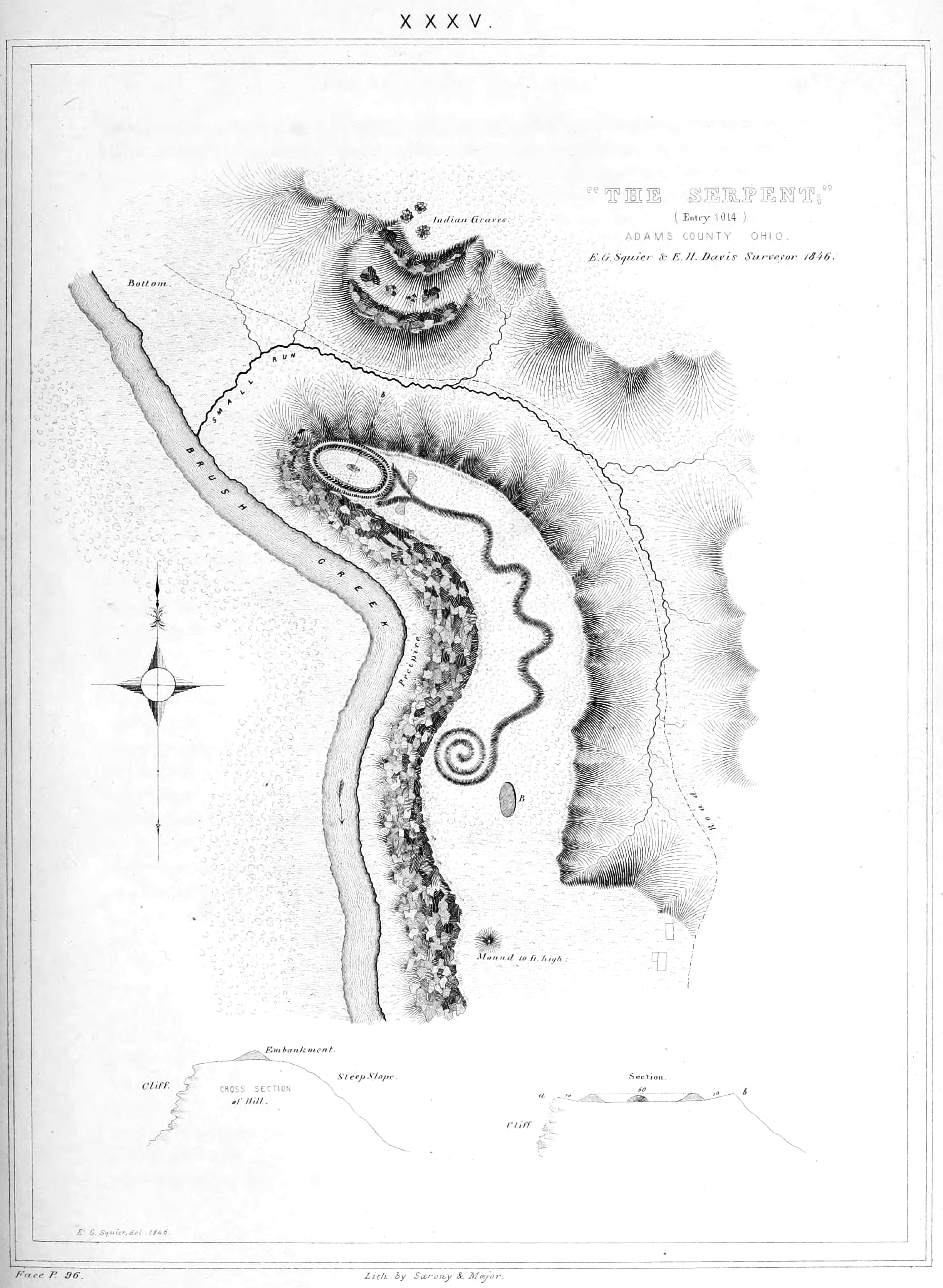
Der Great Serpent Mound nach Ephraim George Squier; ebenso zu sehen ein weiterer Hügel und „Indianergräber“

Der Effigy Mound liegt auf etwa 230 m hohen Geländevorsprung, der sich im Winkel zwischen dem Flüsschen Ohio Brush Creek und einem kleinen Seitental erstreckt. Die Gesamtlänge der Anlage beträgt fast 420 m. Der Schlangenrücken ist etwa 6 m breit und bis zu 1,2 m hoch. Die Aufschüttung besteht aus Lehm und ist an manchen Stellen mit Steinlagen verstärkt.

## Deutung
Sowohl die Motivation zur Erbauung der Anlage als auch ihr Zweck sind unbekannt. Es wird vermutet, dass sie eine Schlange darstellen soll, die ein Ei – einen etwa 35 m langen ovalen, ringförmigen Erdwall – zwischen ihren Kiefern hält, um es zu verschlingen. Die Schlange sieht hierbei so aus, als wolle sie sich gerade entrollen, um davonzugleiten. Sieben Körperwindungen sind bereits geöffnet, aber der hinterste Teil ist noch in drei Windungen eingerollt.
Im sogenannten Ei der Schlange fanden Forscher einen Kreis aus rußgeschwärzten Steinen. Deshalb wird angenommen, dass der Great Serpent Mound einem zeremoniellen Zweck diente. Auch wenn in der Nähe dieses Mounds Gräber gefunden worden sind, konnten im Erdhügel selbst keine Gräber, Humanfossilien oder irgendwelche anderen Hinweise, die auf Grabstätten hindeuten, entdeckt werden.

## Der Mound heute

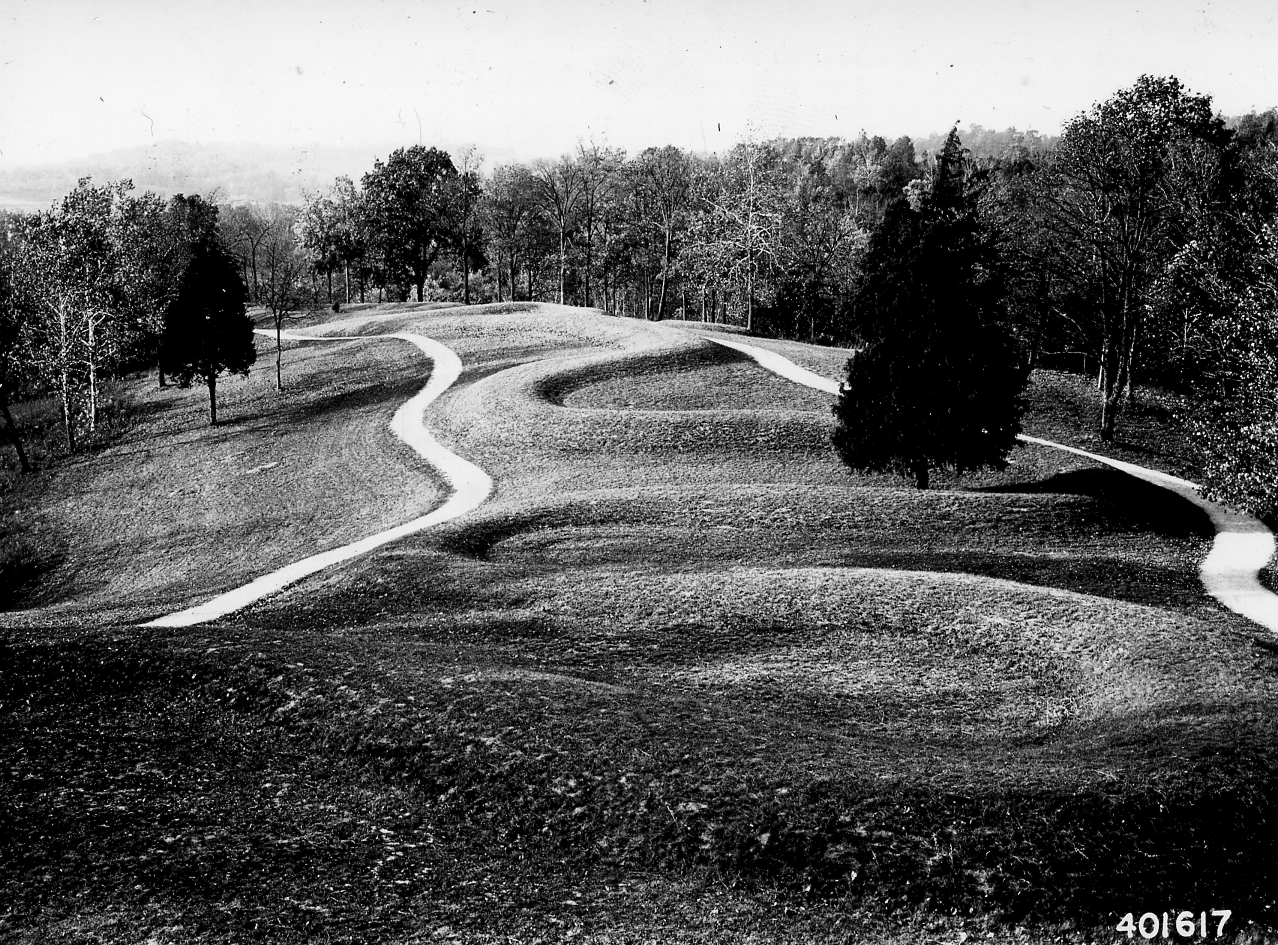
Der Mound im Jahr 1940

Der Mound ist wegen seiner Bekanntheit und Größe eine Touristenattraktion. In der Nähe des Mounds befinden sich ein kleines Museum, ein Aussichtsturm und ein Parkplatz.
Seit dem 19. Juli 1964 hat der Serpent Mound den Status eines National Historic Landmarks. Im Oktober 1966 wurde er als Stätte in das National Register of Historic Places eingetragen. 2008 wurde der Great Serpent Mound von der Bundesregierung für die Aufnahme in die Liste des Weltkulturerbes der UNESCO vorgeschlagen.